# Bernard de Mayenne
Bernard de Mayenne est un religieux capucin de l'Église des Capucins de Mayenne, mort en 1731.

## Biographie
Il est prêtre à l'Église des Capucins de Mayenne en 1729.
Il est l'auteur d'une biographie sur le Père Jean Labbé, appelé en religion le Père Gabriel de Dinan, qui avait été son professeur en théologie et philosophie. Son manuscrit, conservé aux archives de Milan, est précédé de la note suivante : Vie du R.P. Gabriel de Dinan, prêtre capucin, recueillie et composée, sur l'ordre de T. R. P. François-Joseph de Matignon, prédicateur, définiteur général de l'ordre des Capucins et provincial de la Province de Bretagne, par le père Bernard de Mayenne, prédicateur du même ordre, et transmise à l'annaliste de l'ordre, par le Père Aimé de Lamballe, provincial, année 1742.
Cette biographie sera rectifiée par le R. P. Flavien de Blois, capucin sous le titre de Vie du R. P. Gabriel de Dinan, Paris, Poussielgue, 1887.